# Drahomíra Kočová
Drahomíra Kočová (* 29. března 1955 Humpolec) je česká herečka a překladatelka. Jejím manželem byl herec Aleš Jarý, se kterým má dceru Helenu Jarou, rovněž herečku.
Narodila se v Humpolci, vyrůstala ale v Hradci Králové. Již od dětství se věnovala uměleckým kroužkům, ve svých 10 letech se objevila na prknech královéhradeckého Divadla Vítězného února ve hře Peer Gynt. Studovala Gymnázium J. K. Tyla, kde odmaturovala v roce 1974. V letech 1974–1975 hrála v Divadle Vítězného února, poté byla přijata na Janáčkovou akademii múzických umění v Brně, kde v roce 1979 vystudovala činoherní herectví. Po absolutoriu působila v letech 1979–1983 ve Státním divadle Brno a následně v letech 1983–1991 v tamním Divadle bratří Mrštíků. Mezi lety 1991 a 2005 vedla vlastní zájezdové divadlo Drkoč. Do Prahy se přestěhovala v roce 2007.
Ve filmu a televizi se objevovala jen ojediněle. Od roku 1991 se začala větší míře věnovat dabingu, k jejím spjatým herečkám patří Alexandra Paul (např. Pobřežní hlídka) či Victoria Principal (např. Dallas). Dále namluvila například Terry Farrell v prvním dabingu seriálu Star Trek: Stanice Deep Space Nine či Roxann Dawson v seriálu Star Trek: Vesmírná loď Voyager. Po roce 2000 se začala pro české znění i překládat a upravovat dialogy, české znění tří filmů také režírovala.
V roce 2017 začala učit na soukromé Mezinárodní Konzervatoři Praha.